# Hať
Hať település Csehországban, a Opavai járásban. Hať Vřesina, Šilheřovice, Píšť és Darkovice településekkel határos. Lakosainak száma 2555 fő (2024. január 1.).

## Népesség
A település lakosságának változását az alábbi diagram mutatja:
| Lakosok száma | 1352 | 1538 | 1720 | 2119 | 2515 | 2564 | 2570 | 2515 | 2518 | 2555 |
|               | 1869 | 1890 | 1921 | 1950 | 1980 | 2001 | 2017 | 2019 | 2022 | 2024 |